# Veszprém KSE

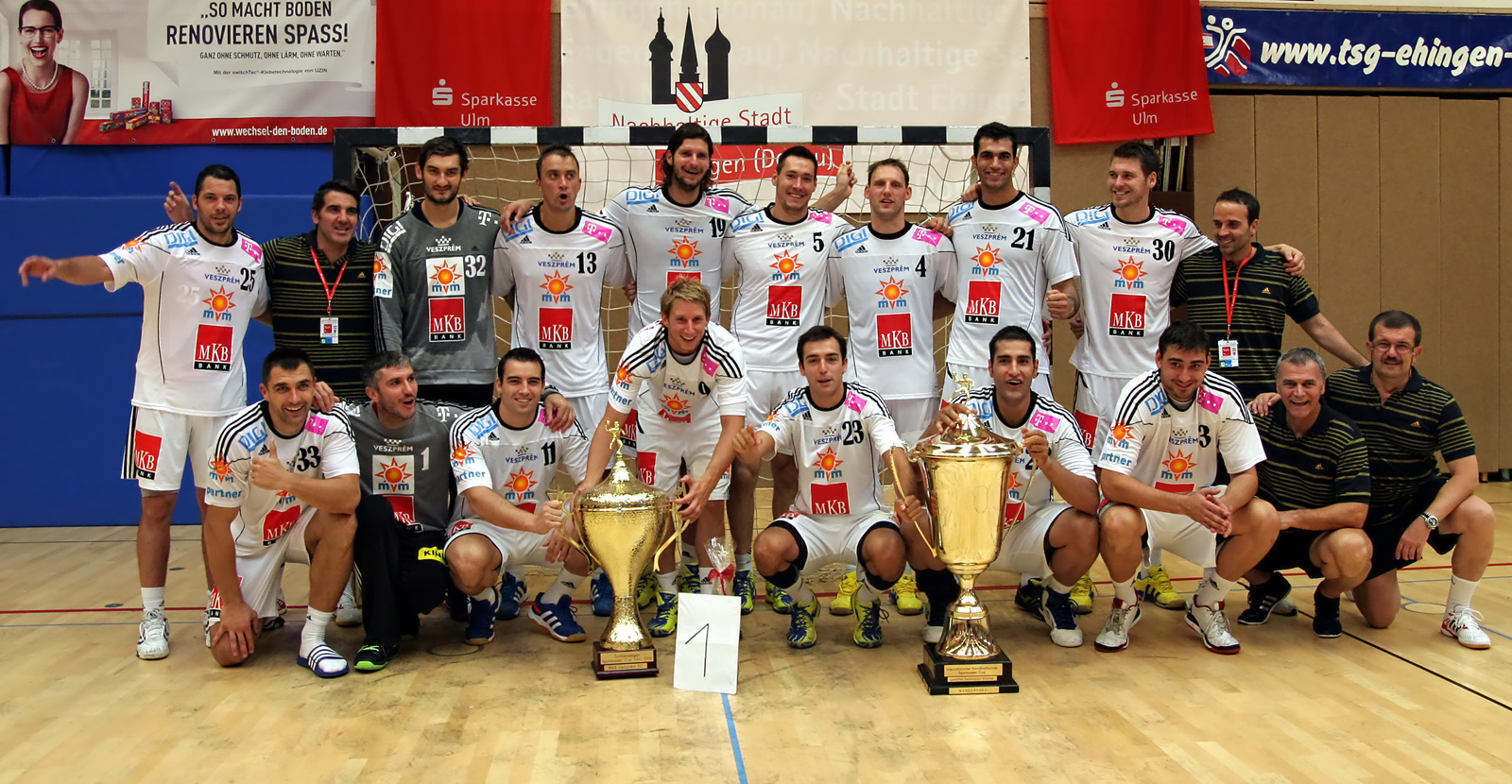
MKB Veszprém (2013)

El MKB Veszprém és un equip d'handbol hongarés de la ciutat de Veszprém. Fundat el 1977, l'equip actualment milita a la 1a Divisió de la Lliga hongaresa d'handbol, competició que ha guanyat en 28 ocasions. Fou finalista l'any 2002 de la Copa d'Europa d'handbol, però perdé enfront del SC Magdeburg. Això no obstant, fou el vencedor de la Recopa d'Europa d'handbol els anys 1992 i 2008.

## Palmarès
- Dues Recopes d'Europa: 1992 i 2008.
- Divuit lligues hongareses: 1984/85, 1985/86, 1991/92, 1992/93, 1993/94, 1994/95, 1996/97, 1997/98, 1998/99, 2000/01, 2001/02, 2002/03, 2003/04, 2004/05, 2005/06, 2007/08, 2008/09 i 2009/10.
- Dinou copes hongareses: 1984, 1988, 1989, 1990, 1991, 1992, 1994, 1995, 1996, 1998, 1999, 2000, 2002, 2003, 2004, 2005, 2007, 2009 i 2010.